# کانادین لیکس (میشیگان)
کانادین لیکس (به انگلیسی: Canadian Lakes) یک منطقهٔ مسکونی در ایالات متحده آمریکا است که در شهرستان میکوستا، میشیگان واقع شده‌است. کانادین لیکس ۲۷٫۶ کیلومتر مربع مساحت و ۲٬۷۵۶ نفر جمعیت دارد و ۲۹۴ متر بالاتر از سطح دریا واقع شده‌است.